# Saint-Mars-la-Brière
Saint-Mars-la-Brière là một xã trong tỉnh Sarthe ở tây bắc nước Pháp. Xã này có diện tích 34,69 km2, dân số năm 2006 là 514 người.